# Lísky (Chvalnov-Lísky)
Lísky (deutsch Leisek, früher Leysek) ist ein Ortsteil der Gemeinde Chvalnov-Lísky in Tschechien. Er liegt 20 Kilometer südwestlich von Kroměříž und gehört zum Okres Kroměříž.

## Geographie
Lísky erstreckt sich am Übergang vom Marsgebirge zum Littentschitzer Bergland im Tal des Baches Litavka. Nordöstlich erhebt sich der Lášovec (372 m) und im Westen der Na Pasekách (380 m). 
Nachbarorte sind Nový Dvůr Marie im Norden, Strabenice, Rozárov und Roštín im Nordosten, Cetechovice und Chvalnov im Osten, Zástřizly im Südosten, Střílky im Süden, Kožušice, Malínky und Dobročkovice im Südwesten, Nemochovice und  Kunkovice im Westen sowie Nítkovice im Nordwesten. 

## Geschichte
Die erste schriftliche Erwähnung von Lisci erfolgte im Jahre 1382 in der Landtafel, als das Dorf zusammen mit Chvalnov als ein seit 1371 im Besitz des Hartleb von Kunkovice aus dem Vladikengeschlecht von Zástřizl befindliches Gut eingetragen wurden. 1391 wurde der Ort als Lyska und 1437 als Lysky bezeichnet. Zusammen mit Chvalnov wurde Lísky 1490 an die Herrschaft Litenčice angeschlossen. Im Jahre 1511 wurde der Ort Lisek und 1569 Leisek genannt. Später erlösch das Dorf und wurde zu Beginn des 18. Jahrhunderts wiederbesiedelt. 1720 wurde es unter der Bezeichnung Lisky wieder erwähnt.  Bis zur Mitte des 19. Jahrhunderts blieb der Ort nach Litenčice untertänig.  
Nach der Aufhebung der Patrimonialherrschaften bildete Lejsky / Leysek ab 1850 eine Gemeinde in der Bezirkshauptmannschaft Kremsier. Der heutige Ortsname Lísky wird seit 1872 verwendet. Mit Beginn des Jahres 1961 erfolgte der Zusammenschluss mit Chvalnov zur Gemeinde Chvalnov-Lísky. Im Jahre 1991 hatte Lísky 64 Einwohner. Beim Zensus von 2001 lebten in den 34 Häusern des Dorfes 63 Personen.

## Sehenswürdigkeiten
- Kreuz, an unteren Ortsausgang
- Naturschutzgebiet Strabišov-Oulehla, westlich des Ortes. Es setzt sich zusammen aus dem Eichen-Buchen-Ahorn-Wald Strabišov und den beiden angrenzenden Orchideenwiesen Oulehla I und II, die zu einem Schutzgebiet vereinigt wurden
- Naturdenkmal Přehon, östlich von Lísky
- Burgstall Chvalnov, auf der Kuppe südöstlich des Ortes